# Metal Hero
La Metal Hero Series (メタルヒーローシリーズ?, Metaru Hīrō Shirīzu) è un filone di serie televisive di genere tokusatsu prodotte dalla Toei Company. Gli eroi di queste serie sono degli androidi, cyborg o umani con delle armature meccaniche. Il filone ha come tema centrale che la tecnologia, nelle mani giuste, può essere usata per fare del bene.
Le serie Metal Hero sono state prodotte dalla Toei a partire da Uchu Keiji Gavan del 1982 fino a Tetsuwan Tantei Robotack del 1998, in congiunzione con gli altri due franchise tokusatsu della Toei, Kamen Rider e Super sentai. Al di fuori del Giappone, alcune serie Metal Hero hanno goduto di un buon successo in Francia, Brasile, le Filippine, Malesia e Singapore. Durante gli anni '90, la Saban Entertainment ha usato le scene di alcune serie Metal Hero per produrre le serie VR  Troopers e Beetleborgs - Quando si scatena il vento dell'avventura.
L'unica serie trasmessa in italiano è Winspector.

## Lista serie TV
- Uchū keiji Gavan (宇宙刑事ギャバン?, Uchū Keiji Gyaban): 1982
  - Primo telefilm della serie Uchū Keiji (宇宙刑事シリーズ?, Uchū keiji Shirīzu)
- Uchū keiji Sharivan (宇宙刑事シャリバン?, Uchū keiji Shariban): 1983
- Uchū keiji Shaider (宇宙刑事シャイダー?, Uchū keiji Shaidā): 1984
  - Una delle tre serie usate per produrre VR Troopers
- Kyojuu tokusou Juspion (巨獣特捜ジャスピオン?, Kyojū tokusō Jasupion): 1985
- Jikuu senshi Spielban (時空戦士スピルバン?, Jikū senshi Supiruban): 1986
  - Una delle tre serie usate per produrre VR Troopers
- Choujinki Metalder (超人機メタルダー?, Chōjinki Metarudā): 1987
  - Una delle tre serie usate per produrre VR Troopers
- Sekai ninja sen Jiraiya (世界忍者戦ジライヤ?, Sekai ninja sen Jiraiya): 1988
- Kidō keiji Jiban (機動刑事ジバン?, Kidō keiji Jiban): 1989
- Winspector (特警ウインスペクター?, Tokkei Uinsupekutā): 1990
  - Primo telefilm della serie Rescue Police (レスキューポリスシリーズ?, Resukyū Porisu Shirīzu)
- Tokkyū shirei Solbrain (特救指令ソルブレイン?, Tokkyū shirei Soruburein): 1991
- Tokusō Exceedraft (特捜エクシードラフト?, Tokusō Ekushīdorafuto): 1992
- Tokusō robo Janperson (特捜ロボ ジャンパーソン?, Tokusou robo Janpāson): 1993
- Blue SWAT (ブルースワット?, Burū Suwatto): 1994
- Juukou B-Fighter (重甲ビーファイター?, Jūkō Bī Faitā): 1995
  - Primo telefilm della serie B-Fighter (ビーファイターシリーズ?, Bī Faitā Shirīzu)
  - Usato per produrre la prima stagione di Beetleborgs - Quando si scatena il vento dell'avventura
- B-Fighter Kabuto (ビーファイターカブト?, Bī Faitā Kabuto): 1996
  - Usato per produrre la seconda stagione di Beetleborgs - Quando si scatena il vento dell'avventura
- B-Robo Kabutack (ビーロボカブタック?, Bī Robo Kabutakku): 1997
- Tetsuwan tantei Robotack (テツワン探偵ロボタック?, Tetsuwan tantei Robotakku): 1998